# 紅尾雙齒海鯽
紅尾雙齒海鯽，為輻鰭魚綱鱸形目隆頭魚亞目海鯽科的其中一種，分布於東太平洋區，從加拿大卑詩省至美國加州中部海域，棲息深度可達7公尺，體長可達41公分，主要生活在沿岸沙底質的激浪區，屬肉食性，胎生，可做為遊釣魚及觀賞魚。

## 擴展閱讀
維基物種上的相關：紅尾雙齒海鯽